# María del Carmen Álvarez de las Asturias-Bohórques Giráldez

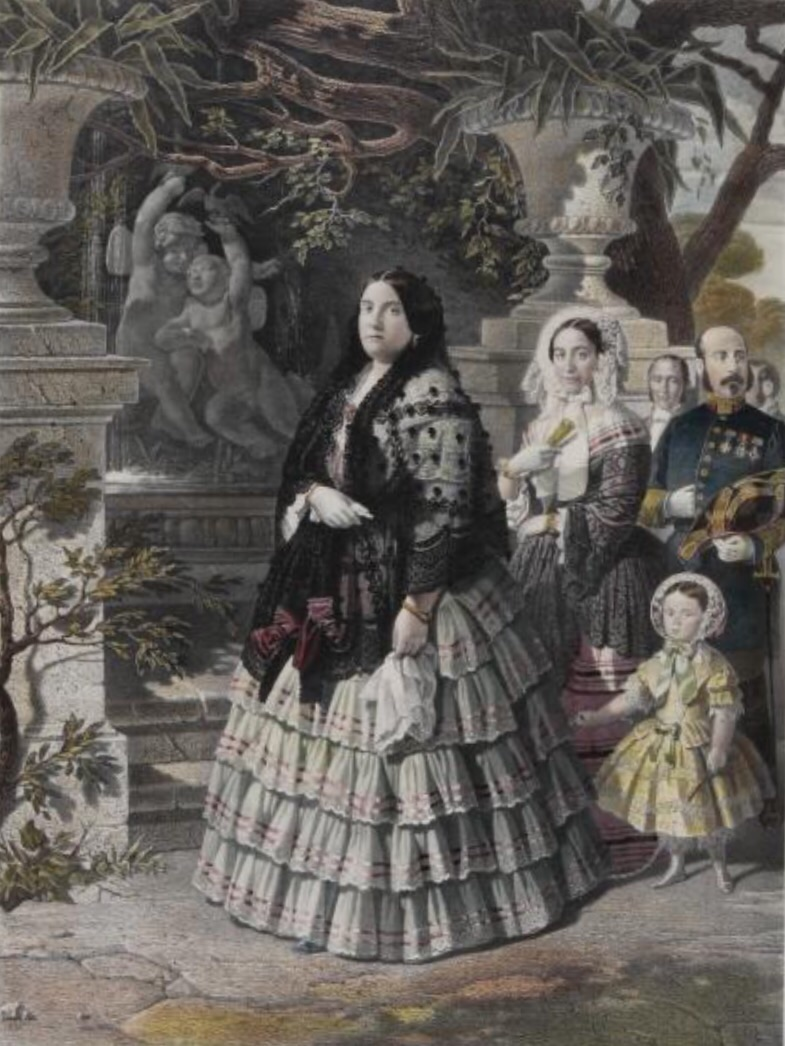
S.M. la reina doña Isabel II y su agusta hija S.A.R. la princesa de Asturias. Bernardo Blanco y Pérez, c. 1856. Litografía, 49 × 37,5 cm. Museo del Romanticismo, Madrid. La reina Isabel II pasea por los jardines de la quinta del Pardo con su hija la princesa de Asturias y su aya, la marquesa de Novaliches, que aparece en segundo plano junto al jefe del cuarto militar.

María del Carmen Álvarez de las Asturias-Bohórques Giráldez (Madrid, 14 de diciembre de 1820-Madrid, 13 de febrero de 1895) fue una noble española. En 1855, la reina Isabel II le otorgó el título de Condesa de Santa Isabel, que fue creado ex novo para ella, en recompensa a su labor como camarera mayor e institutriz de su hija.

## Biografía
Nació en 1820 y murió el 13 de febrero de 1895. Sus padres fueron María de la O Giráldez Cañas, VIII vizcondesa de Valoria y Mauricio Nicolás Álvarez de las Asturias Bohórquez, II duque de Gor. Era hija y sobrina de dos camareras mayores, la duquesa de Gor y la marquesa de Malpica. Además, su madre fue aya de la princesa de Asturias.
Se casó el 20 de junio de 1838 con Joaquín Fernández de Córdoba, marqués de Povar (1816-1847), y en segundas nupcias con Manuel Pavía y Lacy, I marqués de Novaliches (1814-1896).
El 6 de octubre de 1843 fue nombrada Dama de la reina Isabel II. El 8 de mayo de 1850 fue nombrada Aya de la Princesa de Asturias.
El 12 de octubre de 1855 recibió el título de condesa de Santa Isabel con la dignidad de Grandeza de España, concedido por Isabel II.
El 14 de mayo de 1863, la reina le volvió a pedir que volviera a su puesto como a aya de la princesa. El 17 de mayo de 1867 fue nombrada Camarera Mayor Interina de Palacio. El 18 de enero de 1878 fue nombrada Dama de la reina María de las Mercedes de Orleans.
Le sucedió en el título su nieto Joaquín Fernández de Córdoba Osma, VIII duque de Arión (1870-1957), casado en 1905 con María de la Luz Mariategui Pérez de Barradas.

## Reconocimientos
El 23 de noviembre de 1843 le fue concedida la banda de Damas Nobles de María Luisa. El 16 de enero de 1852 le fue concedida la Cruz Medalla de la Reina Isabel. Recibió el título de Dama de la Real Orden Portuguesa de Santa Isabel.
Fue incluida en la exposición itinerante “Mujer, Nobleza y Poder”, inaugurada en el Archivo Histórico de la Nobleza de Toledo en noviembre de 2019 y que mostraba a mujeres que, más allá de los roles tradicionales asignados al género femenino, ejercieron una posición de poder, destacaron en la política o tuvieron influencia en la vida cultural de su época.